# Onitis hageni
Onitis hageni är en skalbaggsart som beskrevs av Lansberge 1886. Onitis hageni ingår i släktet Onitis och familjen bladhorningar. Inga underarter finns listade i Catalogue of Life.